# Dyspteris parvula
Dyspteris parvula är en fjärilsart som beskrevs av Warren. Dyspteris parvula ingår i släktet Dyspteris och familjen mätare. Inga underarter finns listade i Catalogue of Life.